# Martha Tagle Martínez
Martha Angélica Tagle Martínez. (Puebla de Zaragoza, Puebla; 26 de noviembre de 1973) es una política y feminista mexicana, perteneciente a Movimiento Ciudadano desde su fundación, activista y consultora en Género y derechos Humanos. Es licenciada en Ciencias Políticas y Administración Pública por la UNAM y diplomada en Políticas Públicas y Género.

## Reseña biográfica
Fue diputada federal del Congreso de la Unión en dos ocasiones y Senadora de la República de 2015 a 2018.
Como legisladora y activista, ha trabajado por el reconocimiento, ampliación y ejercicio pleno de los derechos humanos, y por la igualdad sustantiva entre mujeres y hombres.

## Carrera política
- Diputada Federal en la LX Legislatura, 2006 - 2009
- Coordinadora nacional de Convergencia Mujeres, 2002 - 2005[4]
- Secretaria de acuerdos del Consejo Nacional de Convergencia 2005 - 2008
- Senadora de la República en la LXIII Legislatura, 2015 - 2018, de mayoría por la CDMX
- Diputada Federal de la LXV Legislatura, en la LXIV Legislatura, 2018 - 2021